# Маројевић
Маројевић је српско, хрватско и црногорско презиме. Познате особе са овим именом су:
- Зоран Маројевић (рођен 1942) бивши југословенски српски кошаркаш